# Медаль Кеньона
Медаль Кеньона (англ. Kenyon Medal) — награда Британской академии.
Медаль Кеньона присуждается каждые два года Британской академией «в знак признания работы в области классических исследований и археологии». Награда была названа в честь британского палеографа, папиролога, историка, библеиста, филолога-классика, библиотекаря, директора Британского музея, члена Королевского Лондонского общества древностей и президента Британской академии (1917—1921) сэра Фредерика Джорджа Кеньона и впервые была вручена в 1957 году, спустя пять лет после смерти последнего. В 2001 году награда не присуждалась, но была присуждена на следующий год; с 2003 года периодичность была восстановлена.

## Награжденные медалью Кеньона
- 1957 – Джон Дэвидсон Бизли
- 1959 – Майкл Джордж Френсис Вентрис
- 1961 – Эдгар Лобель[англ.]
- 1963 – Карл Вильям Блеген
- 1965 – Эдуард Давид Мортье Френкель[англ.] (англ. Eduard David Mortier Fraenkel; 1888–1970)
- 1967 – Сэр Сесил Морис Боура
- 1969 – Сэр Дэнис Лайонел Пейдж[англ.] (англ. Denys Lionel Page; 1908–1978)
- 1971 – Эрик Доддс
- 1973 – Эндрю Сиденхэм Фаррар Гоу[англ.] (англ. Andrew Sydenham Farrar Gow; (1886–1978)
- 1975 – Рональд Сайм
- 1977 – Рудольф Карл Франц Отто Пфайффер[англ.] (англ. Rudolf Carl Franz Otto Pfeiffer; 1889–1979)
- 1979 – Бернард Эшмол
- 1981 – Арнальдо Момильяно
- 1983 – Артур Дейл Трендал
- 1985 – Дэвид Рой Шеклтон Бейли[англ.] (англ. David Roy Shackleton Bailey; 1917–2005).
- 1987 – Чарльз Мартин Робертсон[англ.] (англ. Charles Martin Robertson; 1911–2004).
- 1989 – Фрэнк Уильям Уолбэнк
- 1991 – Гомер Армстронг Томпсон
- 1993 – Сэр Кеннет Джеймс Довер
- 1995 – Сэр Джон Бордман
- 1997 – Роберт Джордж Мердок Нисбет[англ.] (англ. Robert George Murdoch Nisbet; 1925–2013)
- 1999 – Брайан Бенджамин Шефтон[англ.] (англ. Brian Benjamin Shefton; 1919–2012)
- 2001 – не присуждалась
- 2002 – Мартин Личфилд Уэст
- 2003 – Джон Николас Колдстрим[англ.] (англ. John Nicolas Coldstream; 1927–2008)
- 2005 – Сэр Фергюс Миллар
- 2007 – Джеффри Эрнест Ричард Ллойд
- 2009 – Джеймс Ноэль Адамс[англ.] (англ. James Noel Adams; (1943–2021)
- 2011 – Дэвид Пикок (англ. David Peacock; 1939—2015)[2].
- 2013 – Алан Кэмерон
- 2015 – Найджел Гай Уилсон[англ.] (англ. Nigel Guy Wilson; род. 1935)
- 2017 – Джойс Рейнольдс
- 2019 - Питер Джон Парсонс
- 2020 - Аверил Кэмерон
- 2021 - Дэвид Бриз
- 2022 - Тимоти Питер Уайзман[3][4]